# Johan Weerts
Johan Weerts (Deventer, 17 januari 1769 - Arnhem, 14 mei 1842) was een Nederlandse advocaat, Eerste en Tweede Kamerlid, en burgemeester van Arnhem.

## Biografie
Weerts was de zoon van Arnold Jacob Weerts, burgemeester van Deventer. Weerts studeerde vanaf 1788 rechten in Göttingen, en zette deze studie voort in Leiden vanaf 1790, waar hij promoveerde in 1791. Daarna werd hij advocaat in Deventer. In 1799 trouwde Weerts met Adriana Maria van der Nieupoort.
Weerts was ridder in de Orde van de Nederlandse Leeuw. Weerts overleed op 14 mei 1842 op 73-jarige leeftijd.

## Loopbaan
Van 1799 tot 1802 was Weerts raadsheer in het gerechtshof van het Departement van de Rijn. Tussen 1802 en 1805 werkte hij als raadsheer voor het Hof van Gelderland. In de Franse tijd wilde Weerts geen ambt bekleden vanwege zijn oranjegezindheid. Weerts was vanaf 1815 lid van de raad van Arnhem, en vanaf 1823 lid van de Provinciale Staten van Gelderland. Op 7 maart 1824 werd Weerts benoemd tot burgemeester van Arnhem. Vanaf 1826 was Weerts lid van de Tweede Kamer, en vanaf 1840 van de Eerste Kamer. Op 20 september 1841 kreeg hij eervol ontslag van zijn burgemeestersambt.

## Trivia
- Een straat in de Burgemeesterswijk in Arnhem (de Burgemeester Weertsstraat) is naar Weerts vernoemd.

- Biografisch Portaal: 41840067
- Digitale Bibliotheek voor de Nederlandse Letteren: weer017
- International Standard Name Identifier: 0000 0003 9280 8594
- Nederlandse Thesaurus van Auteursnamen: 070051968
- Parlement.com: vg09llsb8mzq
- Virtual International Authority File: 286971496
- WorldCat: E39PBJt3YXMG4DmQVYX6xpjBfq